# Formica exsectoides
Formica exsectoides är en myrart som beskrevs av Auguste-Henri Forel 1886. Formica exsectoides ingår i släktet Formica och familjen myror. Inga underarter finns listade i Catalogue of Life.